# Typ 74
Typ 74 (japonsky: 74式戦車, nanajon šiki senša) je hlavní bojový tank druhé generace Japonských pozemních sil sebeobrany, který byl vyvinut jako nástupce staršího tanku Typ 61. Řadí se k druhé generaci hlavních bojových tanků. V pozemních ozbrojených silách je známý pod přezdívkou Nanajon. Firmou zodpovědnou za vývoj byla Mitsubishi Heavy Industries.
Tank je vybaven 105mm kanónem a hydropneumatickým odpružením, které umožňuje naklánění tanku ve všech čtyřech směrech. Systému řízení palby nechybí laserový dálkoměr a balistický počítač. Vnitřní vybavení tanku bylo na rozdíl od předchozího Typu 61 digitalizováno. Objem vnitřního prostoru byl díky miniaturizaci zmenšen a tank tímto odlehčen. Pancéřování sice nebylo od zavedení tanku do služby výrazně modernizováno, ale nová munice umožnila zvýšit bojovou hodnotu tanku.
Protože tank třetí generace Typ 90 zamýšlený jako nástupce Typu 74 byl sice vyvinut a vyráběn, ale zařazen do služby byl pouze u jednotek na Hokkaidu a u výcvikové brigády Fudži, zůstal Typ 74 nejpočetnějším hlavním bojovým tankem ve výzbroji Japonska. Od roku 2010 začal být vyráběn tank Typ 10, který je považován za náhradu již 40 let starého Typu 74.

## Varianty
- Type 74 first mod (74式戦車 初期生産型)

- Type 74 mod B (74式戦車 B型)

- Type 74 mod C (74式戦車 C型)

- Type 74 mod D (74式戦車 D型)

- Type 74 mod E (74式戦車 E型)

- Type 74 mod F (74式戦車 F型)

- Type 74 mod G/Kai (74式戦車 G型/改)

- Type 87 Self-Propelled Anti-Aircraft Gun (87式自走高射機関砲)

- Type 78 Armoured recovery vehicle (78式戦車回収車)

- Type 91 Armoured vehicle-launched bridge (91式戦車橋)